# Pristimantis thymelensis
Pristimantis thymelensis es una especie de anfibio anuro de la familia Craugastoridae.

## Distribución
Esta especie es endémica de la Cordillera Oriental. Habita entre los 3 220 y 4 150 m de altitud:
- en Colombia, en el departamento de Nariño;
- en Ecuador, en las provincias de Carchi, Imbabura y Napo.[4]

## Publicación original
- Lynch, 1972 : Two new species of frogs (Eleutherodactylus: Leptodactylidae) from the paramos of northern Ecuador. Herpetologica, vol. 28, n.º 2, p. 141-147.[5]